# Кожа у којој живим
Кожа у којој живим (шп. La piel que habito) је шпански филм из 2011. године. Филм је режирао Педро Алмодовар, који је написао и сценарио за филм према роману „Тарантула” француског писца Тијерија Жонкеа. Филм је премијерно приказан на Канском фестивалу, 19. маја 2011. године, а у Шпанији је премијерно почео да се приказује 2. септембра исте године.
Филм „Кожа у којој живим” је трилер са елементима фантастике, прича о људској крхкости, надањима и предрасудама. Ово је бизаран је и веома необичан филм о генетском експериментисању, али и експериментисању емоцијама. У филму Педро Алмодовар актуализује савремене теме попут етичности трансплантације коже са животиња на човека кроз приказ доктора Роберта Ледгарда који након трагичног губитка супруге пронађе особу на којој ће испитати нову технику пластичне хирургије и трансплантације коже при чему постаје уметник који је усред необичних околности заслепљен лепотом дела које је створио.

## Заплет
Откако је његова супруга настрадала у пожару у саобраћајној несрећи, др Роберт Ледгард, еминентни естетски хирург, ради на стварању нове коже помоћу које би је могао спасити. Након дванаест година успео је да у својој лабораторији узгоји кожу осетљиву на додир, али и праву заштиту од свих агресија, спољашњих и унутрашњих, којима је изложен највећи људски орган. Да би је добио користио је могућности које пружа ћелијска терапија.
Поред година проучавања и експериментисања Роберту су били потребни и људски заморац, саучесник и бескрупулозност. Скрупуле никада нису били проблем, нису били део његовог карактера. Марилиа, жена која се о Роберту бринула од дана када се родио, његов је највјернији саучесник. А што се тиче људског заморца... Сваке године десетина младих оба пола нестану из својих домова, у већини случајева својевољно. Један од тих младих људи делиће сјајну вилу Ел Сигарал са Робертом и Марилијом и то не својом вољом.
Висенте је младић из Толеда који ради као помоћник у мајчиној кројачкој радионици и несретно је заљубљен у њену сарадницу Кристину, лезбијку. Једне вечери, приликом забаве у оближњем дворцу, он упозна Норму, ћерку славног естетског хирурга Роберта Ледгарда, коју покушава да заведе, али безуспешно. Уверена да је силована, Норма полуди и у бунилу замени властитог оца за силоватеља. Кратко после тога она се убија. Због тога њен отац киднапује Висента и свети му се на најсуровији начин - претвара га у свог роба, како би на њему могао, као стручњак за пресађивање коже коју узгаја, извршити потпуну физичку трансформацију.

## Улоге
| Глумац           | Улога                 |
| ---------------- | --------------------- |
| Антонио Бандерас | Др Роберт Ледгард     |
| Елена Анаја      | Вера Круз             |
| Мариса Паредес   | Марилиа               |
| Хан Корнет       | Виcенте Гиљен Пињеиро |
| Роберто Аламо    | Зека                  |
| Бланка Суарез    | Норма Ледгард         |
| Суси Санчез      | Винсентеова мајка     |
| Барбара Лени     | Кристина              |
| Едуард Фернандез | Фулхенсио             |
| Конча Буика      | певачица на венчању   |

## Награде
Иако није освојио ни једну награду на Канском фестивалу, филм „Кожа у којој живим” наишао је на веома позитивне критике. Освојио је БАФТА награду за најбољи филм на страном језику, а у истој категорији номинован је и за награду Златни глобус. Главна глумица Елена Анаја освојила је награду Гоја за најбољу главну глумицу, Хан Корнет награду Гоја за младу глумачку наду.